# تشخیص علامت ترافیک
تشخیص علائم راهنمایی و رانندگی (TSR) یک فناوری است که به واسطهٔ آن وسیلهٔ نقلیه می‌تواند علائم راهنمایی و رانندگی را که در جاده‌ها قرار داده شده است را تشخیص دهد، برای مثال «محدودیت سرعت» یا «هشدار وجود کودکان». این بخشی از ویژگی‌هایی است که مجموعاً ADAS نامیده می‌شود. این فناوری توسط تأمین کنندگان مختلف خودرو در حال توسعه است. میتوان از تکنیک‌های پردازش تصویر برای تشخیص علائم راهنمایی و رانندگی استفاده کرد. روش‌های تشخیص عبارتند از روش‌های مبتنی بر رنگ و شکل و همچنین روش‌هایی مبتنی بر یادگیری ماشین.

## تاریخچه
قرارداد علائم و راهنمایی و رانندگی وین عهدنامه ای است که در سال ۱۹۶۸ امضا شد و موفق شد تا علائم راهنمایی و رانندگی را در کشورهای مختلف به حالت استاندارد دربیاورد. حدود ۵۲ کشور این عهدنامه را امضا کرده‌اند که ۳۱ کشور آن، اروپایی می‌باشند. این قرارداد به‌طور کلی علائم راهنمایی و رانندگی را با حروف A تا H به هفت دسته تقسیم کرده است. این استانداردسازی محرک اصلی برای کمک به توسعه سیستم‌های تشخیص علائم ترافیکی است که می‌تواند در سطح جهانی مورد استفاده قرار گیرد.

## پیاده‌سازی
سیستم تشخیص علائم راهنمایی و رانندگی چگونه کار می‌کند؟
علائم راهنمایی و رانندگی را می‌توان با استفاده از دوربین‌هایی که در جلوی بسیاری از خودروها، وسایل نقلیه و کامیون‌های مدرن کار گذاشته می‌شوند، تحلیل کرد. از مهم‌ترین کابردهای سیستم تشخیص علائم ترافیکی، محدودیت سرعت است. اغلب داده‌های دریافت شده از GPS اطلاعات سرعت را به سادگی دست می‌آورند، اما از علائم ترافیکی محدودیت سرعت جدیدتری نیز برای به دست آوردن اطلاعات و نمایش آن در نمایشگر خودرو برای هشدار به راننده علائم راهنمایی و رانندگی استفاده کرد. این یک سیستم دستیار هوشمند راننده می‌باشد که در اکثر خودروهای مرغوب، به خصوص در خودروهای اروپایی، موجود است.
سیستم‌های تشخیص علائم راهنمایی رانندگی مدرن با استفاده از شبکه‌های عصبی پیچشی توسعه می‌یابند که عمدتاً توسط الزامات وسایل نقلیه رانندگی خودکار هدایت می‌شوند. در این شرایط، سیستم تشخیص نیاز به شناسایی انواع علائم راهنمایی و رانندگی دارد و نه فقط محدودیت سرعت. اینجاست که قرارداد علائم راهنمایی و رانندگی وین به کار می‌آید. یک شبکه عصبی پیچشی را می‌توان آموزش داد تا این علائم راهنمایی و رانندگی را که تعریف‌های مشخصی دارند را ببیند و با استفاده از تکنیک‌های یادگیری عمیق «یاد بگیرد».
شبکه عصبی از پردازش تصویر و بینایی رایانه ای برای آموزش شبکه استفاده می‌کند. سپس از شبکه عصبی آموزش دیده را می‌توان برای شناسایی علائم ترافیکی جدید در زمان واقعی استفاده کرد. شرکت‌های خودروهای رانندگی خودکار از جمله خودروی خودران گوگل و اوبر مجموعه داده‌های علائم ترافیکی را همراه با شرکت‌های نقشه و ناوبری مانند تام تام تولید می‌کنند و برای پردازش داده به دیگر شرکت‌ها می‌سپارند. بینایی رایانه‌ای در سطح بالا و روش‌های شبکه عصبی این اهداف را بسیار مؤثر می‌کند و در زمان واقعی قابل دستیابی می‌باشد.
الگوریتم‌های مختلفی برای تشخیص علائم ترافیکی موجود است. از رایج‌ترین موارد آنها الگوریتم‌هایی می‌باشد که بر اساس شکل تابلو هستند. شکل‌های هندسی مانند شش ضلعی، دایره و مستطیل هر کدام مربوط به دسته‌ای خاص از علائم می‌باشند که می‌توانند برای دسته‌بندی استفاده شوند. سایر الگوریتم‌های اصلی برای تشخیص کاراکتر شامل ویژگی‌های Haar مانند، کد زنجیره فریمن، تشخیص AdaBoost و روش‌های شبکه‌های عصبی یادگیری عمیق است. از ویژگی‌های Haar مانند می‌توان برای ایجاد طبقه‌بندی‌کننده‌های آبشاری استفاده کرد که سپس می‌تواند به شناسایی کاراکترهای تابلوی علامت کمک کند.
یادگیری عمیق نیز می‌تواند در تشخیص علائم ترافیکی مؤثر باشد. برای مثال می‌توان با استفاده از الگوریتم Ramer-Douglas-Peucker به‌طور تقریبی تشخیص داد که تصویر ند ضلعی می‌باشد و آن را با شکل تابلو تطابق داد. همچنین روش‌هایی مانند ماشین بردار پشتیبانی و Byte-MCT با طبقه‌بندی آدابوست در یکی از روش‌های تشخیص علائم راهنمایی و رانندگی تاکنون استفاده شده است.
شناسایی علائم محدودیت سرعت باید توانایی تشخیص واحدهای متفاوت را در نظر بگیرند. برای مثال، در ایرلند شمالی سرعت بر اساس مایل بر ساعت می‌باشد در صورتیکه در ایرلند سرعت کیلومتر در ساعت است و وسیلهٔ نقلیه ای که از سمت ایرلند شمالی به ایرلند سفر می‌کند باید متوجه این تفاوت شود. سیستم‌های کمک سرعت هوشمند ژئوفنسینگ و ارجاع به پایگاه‌های اطلاعاتی ناوبری آنلاین می‌تواند به عنوان اشاره‌ای به الگوریتم برای شناسایی واحدهایی که احتمالاً مورد استفاده قرار می‌گیرند استفاده شود.

## کاربرد
این اطلاعات ممکن است برای دستیار کنترل سرعت هوشمند کمک کننده باشند.

## استفاده در صنعت خودروسازی
برخی از شرکت‌های خودروسازی برجسته جهان اعم از، آئودی، بی ام و، سیتروئن، فورد، هوندا، اینفینیتی، جگوار، جیپ، لندرور، لکسوس، مرسدس بنز، نیسان، اوپل، پژو، پورشه، رنو، تویوتا، فولکس واگن و ولوو از این سیستم استفاده می‌کنند.
برای مثال نمونه‌ای ار ماشین‌هایی که از این سیستم استفاده می‌کنند در زیر آورده شده است.
- آئودی: آئودی A8
- ب‌ام‌و: ب‌ام‌و سری ۷، ب‌ام‌و سری ۵ (اف۱۰)، ب‌ام‌و سری ۵
- مرسدس بنز: مرسدس بنز کلاس E، مرسدس بنز کلاس S
- اوپل: اوپل اینسیگنیا، اوپل کورسا
- ساب ۹–۵
- فولکس واگن فایتون
- لکسوس: لکسوس جی‌اس، لکسوس ال‌اس، لکسوس آرایکس